# Telégrafo de Foy y Breguet

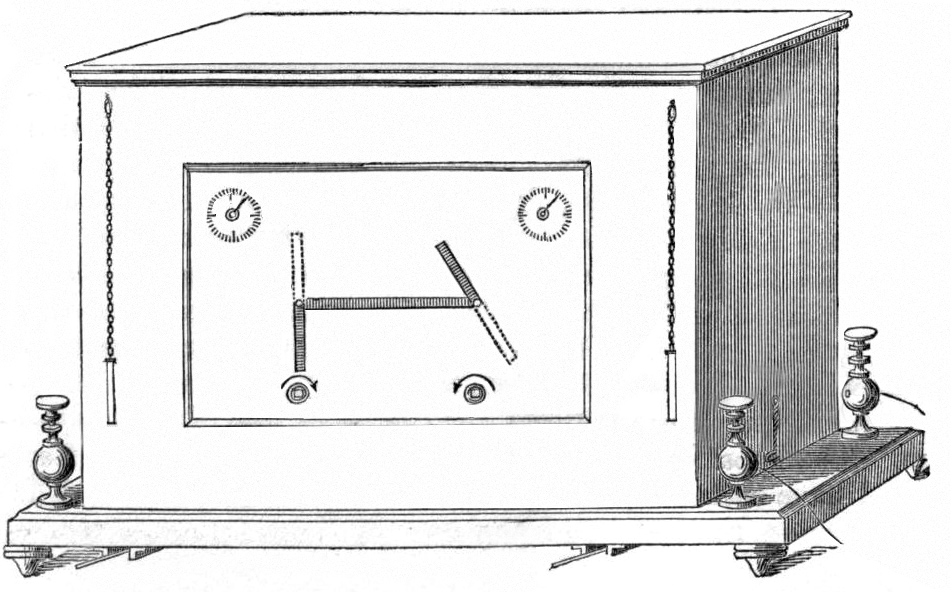
Telégrafo Foy-Breguet mostrando la letra "Q"

El telégrafo de Foy-Breguet, también conocido como el telégrafo francés, fue un telégrafo eléctrico del tipo telégrafo de aguja desarrollado por Louis-François-Clement Breguet y Alphonse Foy en la década de 1840 para su uso en Francia. El sistema empleaba instrumentos de dos agujas que presentaban una pantalla con el mismo código utilizado en el telégrafo óptico de Claude Chappe. El telégrafo de Chappe era ampliamente utilizado por el gobierno francés, por lo que este diseño resultaba atractivo, ya que evitaba la necesidad de reentrenar a los operadores.
La mayoría de los sistemas de telégrafos de aguja movían las agujas mediante un electroimán alimentado por una batería aplicada a la línea desde el extremo emisor. En contraste, el telégrafo de Foy-Breguet usaba electroimanes, pero estos no movían directamente la aguja. En su lugar, accionaban el retén de un mecanismo de relojería que liberaba la aguja para avanzar una posición a la vez.
El telégrafo de Chappe existía en algunos otros países, pero ningún país кроме Francia intentó replicar el telégrafo de Chappe, ni ningún otro telégrafo óptico, como un telégrafo eléctrico. Generalmente, cada sistema de telégrafo eléctrico tenía un código nuevo diseñado específicamente para él. Esto era problemático para las comunicaciones internacionales, y en 1855 Francia abandonó el telégrafo de Foy-Breguet en favor del telégrafo Morse para alinearse con la Unión Telegráfica Germano-Austríaca. Muchos países de Europa Central, miembros de esta unión, habían adoptado el sistema Morse para mejorar la interoperabilidad.

## Desarrollo

Código del telégrafo de Foy-Breguet

El primer intento de introducir el telégrafo eléctrico en Francia lo realizó Samuel Morse en 1838. Demostró su sistema ante la Academia Francesa de Ciencias y presentó una oferta para instalar un telégrafo a lo largo de la línea ferroviaria de París a Saint-Germain. Sin embargo, el gobierno francés decidió que no quería confiar la construcción de líneas telegráficas a empresas privadas. Desde 1837, la operación privada de sistemas telegráficos era ilegal en Francia, y toda la infraestructura telegráfica era propiedad y estaba operada por el estado. El telégrafo eléctrico solo podía iniciarse en Francia si el gobierno lo patrocinaba. Francia tenía el sistema de telégrafo óptico más extenso de cualquier país, desarrollado con fines militares por Claude Chappe durante los períodos revolucionario y napoleónico. Se presentaron fuertes argumentos a favor de la superioridad de los telégrafos ópticos sobre los eléctricos. El principal motivo era que los sistemas eléctricos eran vulnerables a ataques de saboteadores. En un sistema óptico, solo las estaciones telegráficas necesitaban defensa, mientras que un sistema eléctrico era imposible de proteger a lo largo de sus cientos de millas de alambres expuestos.
Alphonse Foy, administrador jefe de los telégrafos franceses, tenía una objeción adicional al sistema Morse. Creía que sus operadores telegráficos analfabetos no aprenderían fácilmente el código Morse. Sin embargo, no rechazó completamente el telégrafo eléctrico. Tras el rechazo del sistema Morse en 1839, Foy investigó el telégrafo Cooke-Wheatstone en uso en Inglaterra. Foy se dio cuenta de que las pantallas de telégrafo de aguja del sistema Cooke-Wheatstone podían adaptarse para mostrar los símbolos del telégrafo óptico francés. Pidió a Louis-François-Clement Breguet que diseñara tal sistema. Fue probado por primera vez en la línea de París Saint-Cloud a Versalles en 1842.
En 1844 se aprobó la financiación para un telégrafo eléctrico. Foy especificó que el nuevo telégrafo debía mostrar la misma pantalla que el telégrafo de Chappe para evitar reentrenar a los operadores. Esto requería que la pantalla tuviera tres partes móviles; el telégrafo de Chappe tenía una barra transversal pivotante (el regulador) con dos brazos móviles (los indicadores), uno en cada extremo del regulador. Pierre-Antoine Joseph Dujardin presentó un diseño que cumplía este requisito. Implementado como un telégrafo de aguja, requería tres agujas móviles, lo que a su vez necesitaba tres cables de señal. Los cables representaban una parte significativa del costo de instalación; el sistema Morse, por ejemplo, solo requería un cable.
En mayo de 1845, Foy realizó una prueba comparativa entre los sistemas Dujardin, Breguet y Cooke-Wheatstone en la línea París, Saint-Germain a Ruán. Foy rechazó el sistema Dujardin en favor del de Breguet, aunque el de Dujardin imitaba más fielmente el sistema Chappe. El diseño de Breguet requería solo dos cables de señal, pero a costa de tener solo dos agujas móviles, que representaban los indicadores del sistema Chappe. El regulador era simplemente una marca en la cara del instrumento, no una parte móvil, y estaba permanentemente en posición horizontal. Esta simplificación reducía drásticamente el espacio de códigos disponible, lo que afectaba la velocidad de transmisión de mensajes.
El rechazo quizás se debió a razones económicas o porque Breguet tenía una mejor relación con Foy. Breguet tenía una larga historia trabajando con el telégrafo francés. Su abuelo, Abraham Louis Breguet, un relojero, había colaborado con Chappe en el diseño del telégrafo óptico, y Louis heredó el negocio. El sistema Chappe usaba un gran libro de códigos con miles de frases y oraciones predeterminadas. 92 puntos de código se usaban para especificar la línea y página del libro. Hubo intentos iniciales de usar un libro de códigos reducido en el sistema Foy-Breguet, pero pronto se abandonó en favor de un código puramente alfabético.

### Francia comparada con otros países
Muchos otros países europeos instalaron telégrafos ópticos. Napoleón extendió el sistema Chappe a territorios conquistados. Otros países desarrollaron sus propios sistemas, pero ninguno era tan extenso como el de Francia. Solo el sistema de Abraham Niclas Edelcrantz en Suecia se acercó en magnitud. Por lo tanto, otras naciones no tenían un deseo tan fuerte de compatibilidad hacia atrás como Francia y pudieron adoptar el telégrafo eléctrico antes. Francia fue única al exigir que el telégrafo eléctrico imitara el óptico.

## Operación

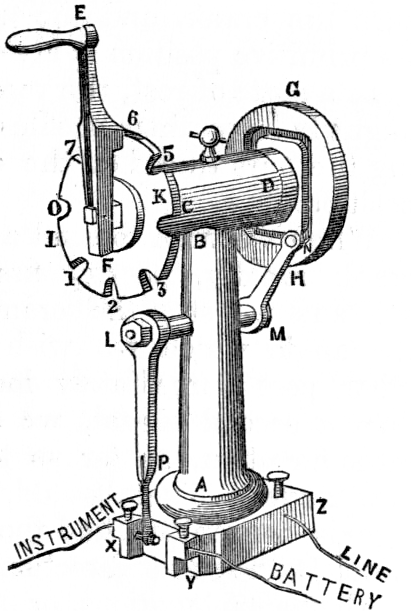
Manipulador de un operador mostrando la manivela y las muescas

La pantalla de los instrumentos del telégrafo de Foy-Breguet consta de dos agujas, cada una pivotada en su centro. Una mitad de cada aguja está coloreada de negro y la otra de blanco. La parte negra representa los indicadores del telégrafo Chappe, mientras que la parte blanca se ignora. Una barra está marcada en la placa frontal del instrumento entre los puntos de pivote de las agujas, representando el regulador del telégrafo Chappe, pero en el sistema Foy-Breguet es puramente decorativa, ya que no se mueve. Cada aguja puede adoptar una de ocho posiciones, moviéndose en pasos de 45°, lo que resulta en un espacio de códigos de 8×8=64 puntos de código.
A diferencia de otros telégrafos de aguja, la fuerza motriz que rota las agujas no proviene de la corriente eléctrica en la línea telegráfica. En su lugar, es proporcionada por un mecanismo de relojería que debe mantenerse cargado. Las llaves de cuerda se ven en la imagen del instrumento colgando de cadenas a ambos lados de la cara del instrumento. Hay una llave y un mecanismo separado para cada aguja. Cuando se desea dar cuerda, la llave se conecta a un enrollador cuadrado situado directamente debajo de cada aguja. Al aplicar corriente a una de las líneas telegráficas, el retén del mecanismo de relojería correspondiente se libera mediante la armadura de un electroimán y la aguja avanza 45°. Cuando se corta la corriente, el retén se libera nuevamente y la aguja avanza otros 45°. La corriente se aplica tanto al instrumento emisor como al receptor para que el operador emisor pueda ver la transmisión resultante.
El operador controla la transmisión mediante dos "manipuladores". Cada uno tiene una manivela que puede fijarse en una de ocho posiciones con muescas, correspondientes a las ocho posiciones posibles de una aguja. Al girar la manivela por las muescas, la batería se conecta y desconecta alternadamente de la línea y del instrumento local, aplicando y retirando corriente del mecanismo que gira las agujas.
Un inconveniente del sistema Foy-Breguet fue que no usaba repetidores en largas distancias. Otros sistemas telegráficos importantes usaban relés para este propósito, y hubo esfuerzos fallidos por aplicar esta tecnología al sistema francés. Esto significaba que el sistema francés debía emplear operadores para retransmitir mensajes en algunos lugares. La necesidad de dos líneas no podía satisfacerse o no era económica en algunas rutas. Se desarrolló un instrumento de aguja única para cubrir esta necesidad, mecánicamente idéntico a la mitad de la versión de dos agujas. De hecho, era posible usar solo un lado de un instrumento de dos agujas con una sola línea si se deseaba. La codificación era la misma en el dispositivo de aguja única, excepto que las posiciones de los dos indicadores de cada carácter se enviaban secuencialmente en lugar de en paralelo, reduciendo la velocidad de transmisión a 16-18 palabras por minuto.

## Conexión con Inglaterra

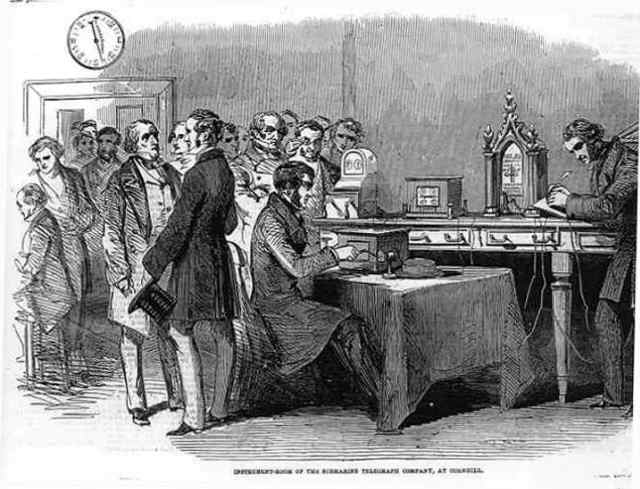
Telegrafía a través del cable submarino Inglaterra-Francia. Telégrafo Foy-Breguet en primer plano y telégrafo Cooke-Wheatstone al fondo.

Un cable telegráfico submarino fue tendido de Inglaterra a Francia por la Submarine Telegraph Company en 1851. En el Reino Unido, se usaba el telégrafo de Cooke y Wheatstone, que empleaba un código diferente. Esto significaba que en el extremo inglés se requerían tanto un operador Foy-Breguet como un operador Cooke-Wheatstone para recodificar mensajes entre ambos sistemas. El sistema Foy-Breguet era más rápido para enviar y leer (entre 24 y 46 palabras por minuto) que el Cooke-Wheatstone. Un operador Foy-Breguet podía ver instantáneamente la letra transmitida por el patrón visual, mientras que el operador Cooke-Wheatstone debía contar las desviaciones izquierda y derecha de la aguja única.

## Retiro
Durante una década, Francia mantuvo una mezcla de sistemas de telégrafo óptico y eléctrico en su red. El sistema Foy-Breguet aseguraba que los operadores pudieran transferirse fácilmente del sistema óptico al eléctrico, aunque muchos operadores ópticos (semáforos) se negaron a convertirse en telegrafistas cuando sus líneas fueron actualizadas. Los semáforos eran en gran parte trabajadores rurales en estaciones aisladas, acostumbrados a realizar reparaciones mecánicas por sí mismos; si el equipo fallaba, ya no tenían medios para pedir ayuda. Los telegrafistas estaban en oficinas con personal de gestión y servicio disponible, y se les prohibía intentar reparaciones, teniendo un trabajo más intensivo en papeleo. A pesar de sus ventajas en el contexto francés, la singularidad del sistema francés eventualmente llevó a su declive.
En la década de 1850, a medida que crecía el tráfico telegráfico internacional, tener sistemas diferentes en cada país se volvió cada vez más problemático. No eran posibles conexiones directas y se debían emplear operadores para recodificar mensajes al cruzar fronteras. El código que luego se conocería como código morse internacional fue adoptado en varios países. Se usó primero en los ferrocarriles de Hamburgo y fue ideado por Friedrich Clemens Gerke. Este código era una versión muy modificada del código morse de Estados Unidos original y se conocía como el código de Hamburgo o código Gerke. El código de Gerke fue adoptado en 1851 por la Unión Telegráfica Germano-Austríaca, que representaba a muchos países de Europa Central. En 1855, Francia también adoptó este código y reemplazó el equipo Foy-Breguet por el sistema Morse.